# 和田贵广
和田贵广（日语：／ Wada Takahiro，1971年11月16日—），日本男子摔跤运动员。他曾代表日本参加世界摔跤锦标赛，获得一枚银牌。他也曾参加1996年和2000年夏季奥林匹克运动会。